# بيرنو ريكار
بيرنو ريكار (بالفرنسية: Pernord Ricard)‏ وهي شركة فرنسية لصنع ليكير تأسست في سنة 1975 ويقع مقرها في مدينة باريس عاصمة فرنسا.

## وصلات خارجية
- الموقع الرسمي